# Пружинный ревербератор
Пружинный ревербератор — электромеханическое устройство, разновидность ревербератора, добавляющее эхо в звуковой сигнал путём электромеханической обработки.
Основная цель такого прибора — сымитировать звучание в большом помещении, отражение звука от его стен и получить характерный эффект эха — реверберации. Также применяются для создания псевдо стереозвука из монофонического.

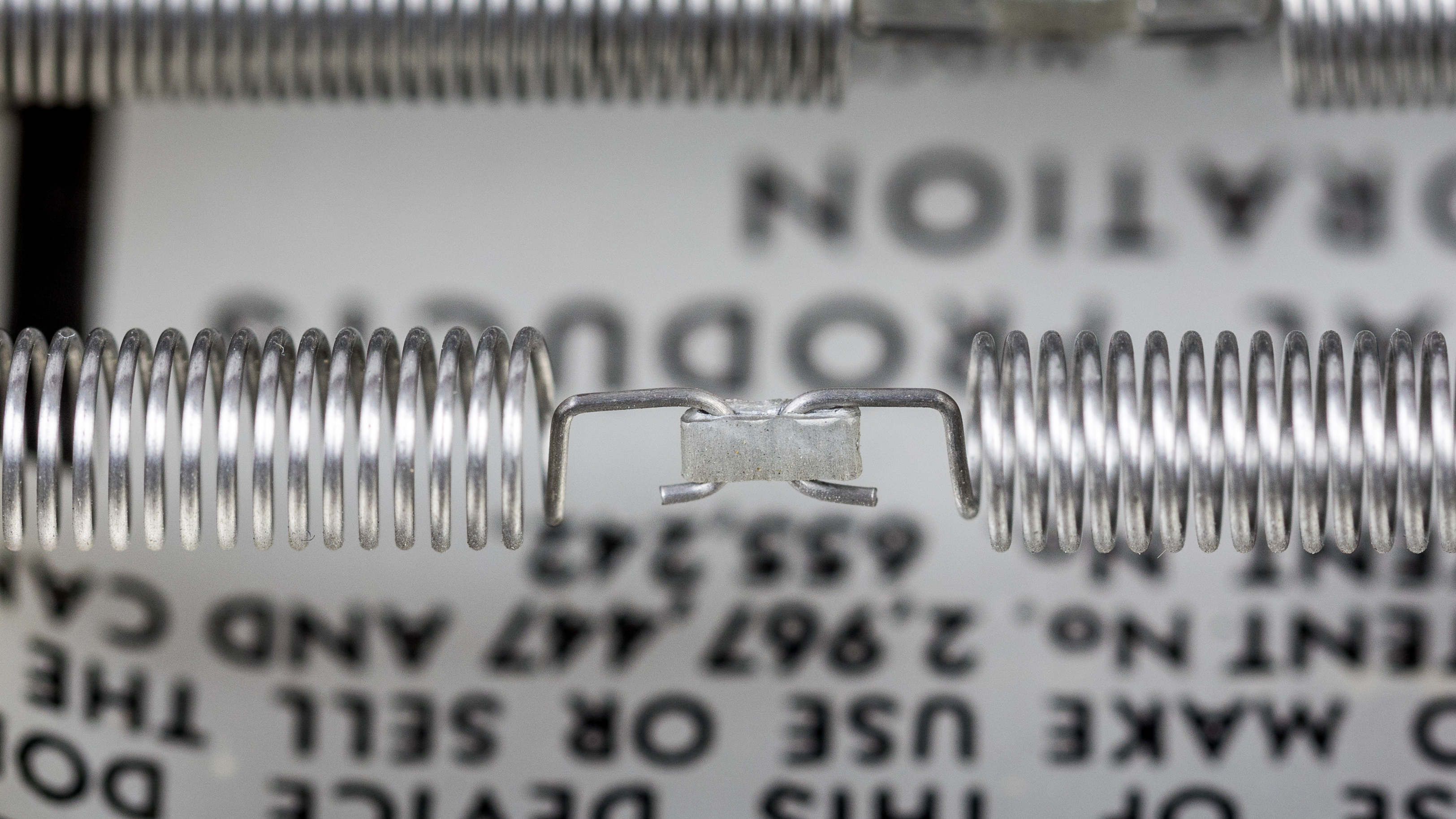

## Принцип работы
Основным элементом пружинного ревербератора является приёмопередающий блок, состоящий из 3 частей:
1. передатчик механических колебаний, преобразованных из электрического сигнала
2. пружина, передающая эти колебания от передатчика к приёмнику
3. приёмник механических колебаний, преобразующий их обратно в электрический сигнал

## Применение
Пружинный ревербератор изготавливался как в виде самостоятельного устройства, так и встраивался в различные установки звуковых эффектов.
Многие гитарные комбоусилители снабжались (и снабжаются, хоть и в меньших объёмах) встроенными пружинными ревербераторами.
С развитием микроэлектроники и цифровой техники массовое изготовление пружинных ревербераторов прекратилось. Единственной областью, где пружинные ревербераторы пользуются популярностью до наших дней остаются гитарные комбоусилители — данная отрасль отличается консервативностью.